# Авиационные бомбы (Россия)
Авиационные бомбы, созданные и состоящие/состоявшие на вооружении СССР и Российской Федерации.

## Расшифровка названия
Название бомбы состоит из типа бомбы (ФАБ-250М-46), её калибра в килограммах (ФАБ-250М-46), модели по году принятия на вооружение (ФАБ-250М-46 — модель 1946 года) и дополнительно (не всегда) указания её массы — если она существенно отличается от калибра (ОФАБ-250-270, ФАБ-1500-2600ТС) и/или конструктивной особенности бомбы либо технологии её производства (ФАБ-500Т — термостойкая, ФАБ-1500-2600ТС — толстостенная, ФАБ-100сч — сталистый чугун, ФАБ-1000сл — стальное литьё), либо коммерческого назначения (КАБ-500С-Э — экспортная).

### Типы бомб
| Основного назначения - ФАБ — фугасная - ОФАБ — осколочно-фугасная - ОФЗАБ — осколочно-фугасно-зажигательная - ОАБ, АО, ШОАБ (шариковая ОАБ) — осколочная - ЗАБ/ЗАРП (зажигательный авиационный разовый прибор) — зажигательная - ЗБ — зажигательный бак - ОДАБ — объёмно-детонирующая - ФАБ-ТС (ТС — толстостенная), КАБ-Пр (Пр — Проникающая) — проникающая фугасная - БетАБ (также — БЕТАБ) — бетонобойная - БрАБ (также — БРАБ) — бронебойная - ПТАБ — противотанковая - ПЛАБ/МПЛАБ (морская противолодочная авиационная бомба)/ГБ ([авиационная] глубинная бомба) — противолодочная (авиационная глубинная) - ХАБ/ХБ — химическая - АК (ампула круглая [стеклянная])/АЖ (ампула жестяная) — химическая ампула (снаряжались также самовоспламеняющейся зажигательной жидкостью КС) - КрАБ-яд (также — КРАБ-яд) — курящаяся авиационная бомба ядовитого дыма - АОХ — осколочно-химическая - КАБ — корректируемая (КАБ-Кр — телевизионная [головка самонаведения/ГСН], КАБ-ЛГ — лазерная головка (полуактивная лазерная ГСН), КАБ-С — инерциальная ГСН со спутниковой коррекцией) - РБК — разовая бомбовая кассета - РБС — разовая бомбовая связка | Вспомогательные и специальные - САБ — светящая (осветительная) - ДАБ — дымовая - ИАБ — имитационная - АСК — авиационная спасательная кассета - МГАБ — морская гидроакустическая (взрывной источник звука — ВИЗ) - АСП — авиационное средство пожаротушения - АгитАБ (также АГИТАБ) — агитационная - П, ПАБ — практическая - М — мишень - УПЛАБ — учебная противолодочная - ФотАБ (также ФОТАБ) — фотографическая - НОСАБ — ночная ориентирно-сигнальная - ДОСАБ — дневная ориентирно-сигнальная - ОМАБ-Д — ориентирно-морская (дневная) - ОМАБ-Н — ориентирно-морская (ночная) |

## Модели и типы бомб

### Межтиповые виды бомб
Межтиповые виды бомб — типы бомб, особенности которых могут иметь все виды бомб.
- Штурмовые (Индекс Ш) — бомбы, имеющие раскрываемый тормозной парашют, который обеспечивает маловысотное (штурмовое) бомбометание, без риска повредить свой самолёт осколками (как при применении обычных бомб с мгновенным взрывателем) и исключает возможность рикошета (как при применении обычных бомб с взрывателем с штурмовым (10-240 с) замедлением) обеспечивая высокую точность бомбометания. Также обеспечивается бо́льший разлёт осколков для ФАБ и ОФАБ, так как бомба падает с больши́м углом[1]. Штурмовые бомбы могут иметь встроенное или приставное исполнение[1].
- Термостойкие (Индекс Т) — бомбы, имеющие теплозащитную конструкцию или теплозащитную оболочку, предназначены для подвески на высотные сверхзвуковые перехватчики, типа МиГ-25 и МиГ-31.

 Детонатор  Взрывчатое вещество  Корпус

### Фугасные

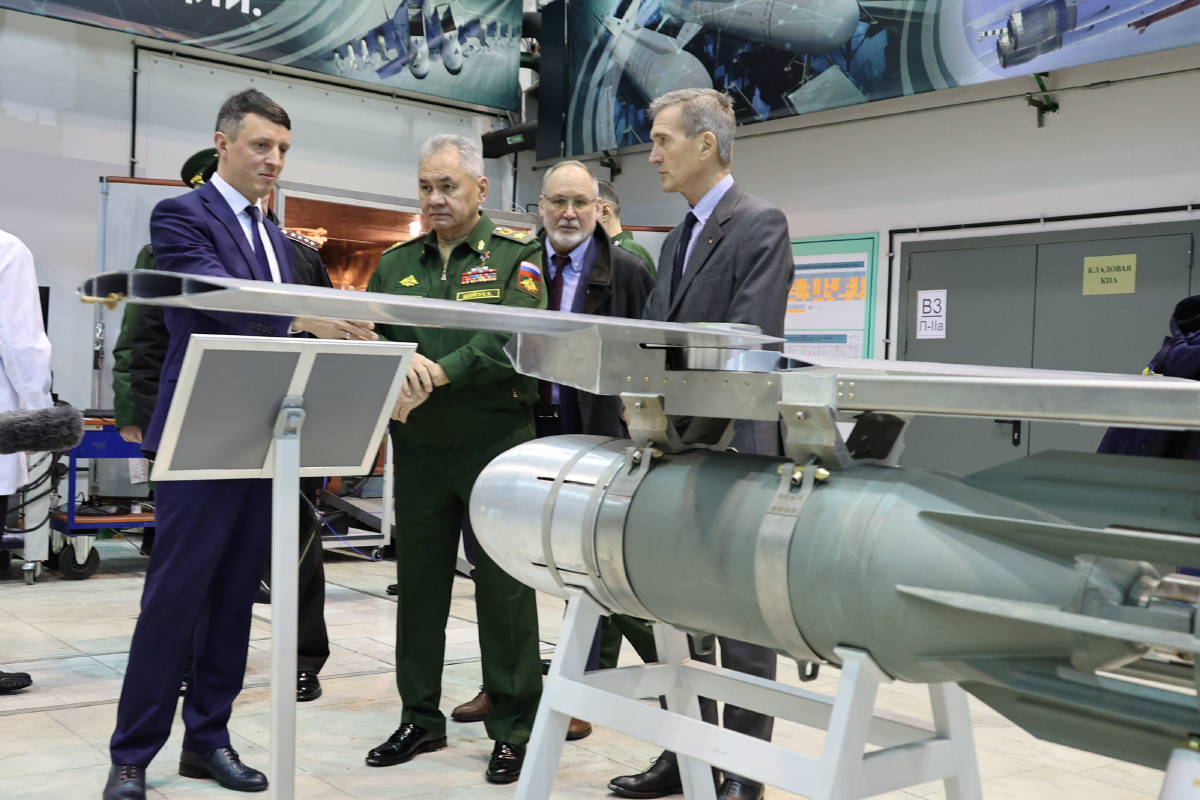
ФАБ-500-М54 с модулем планирования (Унифицированный модуль планирования и коррекции).
Раскрытие крыльев вскоре после сброса.

Фугасные авиабомбы (ФАБ) — авиабомбы, основным поражающим действием которых является действие фугаса. Они обладают наиболее мощным и универсальным поражающим действием среди авиабомб основного назначения. Масса взрывчатого вещества в бомбе примерно составляет 50 %, также бомба имеет сравнительно прочный корпус для проникновения в грунт или в препятствия типа межэтажных перекрытий зданий и сооружений.

Основные поражающие действия:
- Газообразные продукты взрыва, имеющие большое избыточное давление
- Ударные волны в воздухе или грунте и сейсмические волны
- Осколки при дроблении корпуса бомбы.

Основные цели:
- Объекты тыла и коммуникаций
- Военно-промышленные и энергетические объекты
- Боевая техника
- Живая сила.

Современные ФАБ общего назначения имеют массу 250 кг и более. Они могут иметь несколько форм исполнения:
- Тупоконечная — предназначены для наиболее эффективного размещения внутри фюзеляжа. Обеспечивается сброс на около- и дозвуковых скоростях и высоте до 15-16 км[1].
- Большого удлинения — имеют обтекаемую головную часть, предназначены в основном для самолётов с наружной подвеской, в том числе и сверхзвуковых. Имеют меньшее лобовое сопротивление и более устойчивы[1].
- Толстостенные (индекс ТС) — Предназначены для действий по особо прочным целям (ж/б складов вооружения, стоянок техники, ВПП, плотин). Такие бомбы отличаются более массивной и прочной головной частью, большой толщиной корпуса, и отсутствием головного очка под взрыватель и запального стакана[1].

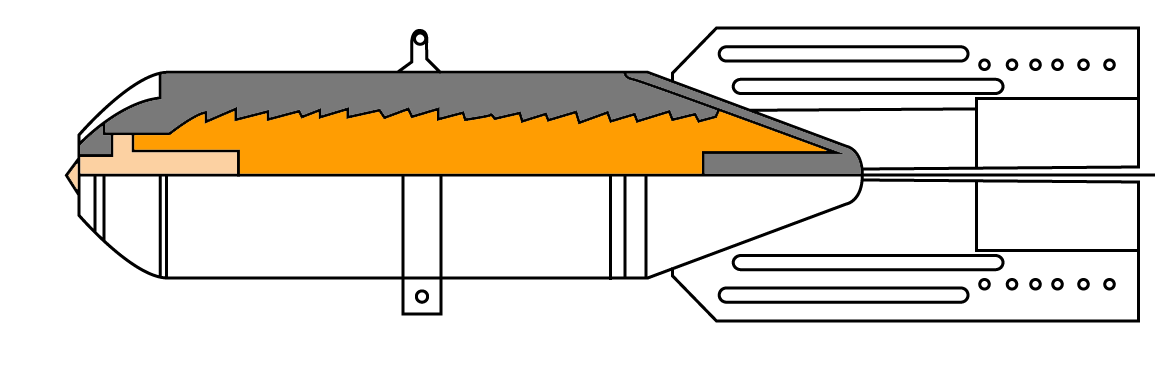
Принципиальная схема ОФАБ
Детонатор
Взрывчатое вещество
Корпус

| ФАБ-50ЦК        |  | 219  | 936  | 60   | 25                 | Цельнокованная                            |
| ФАБ-100         |  | 267  | 964  | 100  | 70 (вместе с БЧ)   |                                           |
| ФАБ-250         |  | 285  | 1589 | 250  | 99                 |                                           |
| ФАБ-250-М54     |  | 325  | 1795 | 268  | 97                 | [ 2 ]                                     |
| ФАБ-250-М62     |  | 300  | 1924 | 227  | 100                | [ 2 ]                                     |
| ФАБ-250ТС       |  | 300  | 1500 | 256  | 61,4               | Толстостенная, Бронепробиваемость 1 м     |
| ФАБ-250ШЛ       |  | 325  | 1965 | 266  | 137 (ТЭ)           | Штурмовая, надповерхностный взрыв         |
| ФАБ-500         |  | 392  | 2142 | 500  | 213                |                                           |
| ФАБ-500Т        |  | 400  | 2425 | 477  | 191                | Термостойкая                              |
| ФАБ-500-M54     |  | 450  | 1790 | 528  | 201                | [ 2 ]                                     |
| ФАБ-500-M62     |  | 400  | 2425 | 500  | 200                | [ 2 ]                                     |
| ФАБ-500ШН       |  | 450  | 2190 | 513  | 221                | Штурмовая маловысотная                    |
| ФАБ-500ШЛ       |  | 450  | 2220 | 515  | 221                | Штурмовая, надповерхностный взрыв         |
| ФАБ-1000        |  | -    | -    | -    | -                  |                                           |
| ФАБ-1500        |  | 580  | 3000 | 1400 | 1200 (вместе с БЧ) |                                           |
| ФАБ-1500Т       |  | -    | -    | 1488 | 870 ТЭ             | Термостойкая                              |
| ФАБ-1500-2500ТС |  | -    | -    | 2151 | 436 ТЭ             | Толстостенная, бронепробиваемость 2500 мм |
| ФАБ-1500-М54    |  | -    | -    | 1550 | 675,6              | [ 3 ]                                     |
| ФАБ-2000        |  | -    | -    | -    | -                  |                                           |
| ФАБ-3000        |  | -    | -    | 3067 | 1387 (ТЭ)          | [ 4 ]                                     |
| ФАБ-3000-М46    |  | -    | -    | 3000 | 1400               |                                           |
| ФАБ-3000-М54    |  | -    | -    | 3067 | 1200 (ТЭ)          | [ 3 ]                                     |
| ФАБ-5000        |  | 642  | 3107 | 4900 | 2207               |                                           |
| ФАБ-5000-М54    |  | -    | -    | 5247 | 2210,6 (ТЭ)        | [ 3 ]                                     |
| ФАБ-9000-М54    |  | 1200 | 5050 | 9407 | 4297 (ТЭ)          | [ 3 ]                                     |

### Осколочно-фугасные
ОФАБ — осколочно-фугасная авиационная бомба представляет собой обычную фугасную бомбу, но с меньшим наполнением ВВ около 30-35 %, и специальными средствами организованного дробления корпуса как пилообразная внутренняя сторона корпуса или система продольных и поперечных выточек (хотя на устаревших образцах их могло и не быть).
Основные цели
- Объекты боевой техники и вооружения
- Военно-промышленные объекты
- Живая сила

| ОФАБ-100-120 |  | 273 | 1300 | 133 | 42  | [ 2 ]                             |
| ОФАБ-250Т    |  | 300 | 2050 | 239 | 92  | Термостойкая                      |
| ОФАБ-250ШЛ   |  | 325 | 1991 | 266 | 92  | Штурмовая, надповерхностный взрыв |
| ОФАБ-250-270 |  | 325 | 1456 | 266 | 97  | [ 2 ]                             |
| ОФАБ-250ШН   |  | 325 | 1966 | 268 | 93  | Штурмовая маловысотная            |
| ОФАБ-500У    |  | 400 | 2300 | 515 | 159 | Универсальная                     |
| ОФАБ-500ШР   |  | 450 | 2500 | 509 | 125 | Штурмовая, с разделяющимися БЧ    |

### Бетонобойные и противолодочные
контейнер с парашютом
БетАБ — бетонобойная авиабомба. Предназначены для эффективного поражения железобетонных укрытий и ВПП. Конструктивно делятся на два вида:
- Свободного падения — предназначены для бомбометания с больши́х высот. Конструктивно близки к толстостенным фугасным бомбам.
- С парашютом и реактивным ускорителем — предназначены для бомбометания с любых (в том числе и малых) высот. Бомба за счёт парашюта наклоняется до 60°, парашют отстёгивается и включается ракетный ускоритель[1].

ПЛАБ — противолодочная авиабомба. Предназначена для поражения подводных лодок. Могут иметь разное исполнение. Бомбы большого калибра обычно имеют бесконтактный (гидроакустический, барометрический, дистанционный или чаще комбинированный) взрыватель, и поражают цель фугасным действием (гидродинамическим ударом) на расстоянии. Для них хорошо подходит ядерный заряд малой мощности (как пример, отечественная ПЛАБ 5Ф48 «Скальп»).
Бомбы малого калибра обычно используются в составе кассет и имеют контактный взрыватель и кумулятивное исполнение бомбы.
| БетАБ-500    |  | 350 | 2200 | 477 | 76    | [ 2 ]                               |
| БетАБ-500ШП  |  | 325 | 2500 | 380 | 77    | Штурмовая, с реактивным ускорителем |
| БетАБ-500У   |  | 450 | 2480 | 510 | 45 ТЭ | [ 5 ]                               |
| ПЛАБ-250-120 |  | 240 | 1500 | 123 | 61    | [ 2 ]                               |

### Зажигательные и объёмно-детонирующие
контейнер с парашютом
ЗАБ — Зажигательная авиационная бомба. Предназначена для поражения огнём живой силы и боевой техники. Масса зажигательных бомб не превышает 500 кг. Конструктивно зажигательные бомбы делятся на 2 типа:
- С пиротехническим зажигательным составом — используется во всех бомбах меньше 100 кг, и в некоторых с калибром более 100. Пиротехническим составом как правило является термит со связующим веществом. Корпус обычно состоит из горючего металла электрон (сплав алюминия с магнием)[1].
- С вязкой огнесмесью — применяются для бомб калибром от 100 до 500 кг. Огнесмесью является органические горючие вещества, загущённые до вязкого состояния специальными веществами (каучук, жидкое стекло, полистирол). Огнесмесь в загущённом состоянии дробится при взрыве на крупные куски, которые несколько минут горят при температуре около 1000 °С. Также в конструкцию бомбы входит патрон с фосфором и небольшой заряд ВВ, после детонации, фосфор на воздухе самовоспламеняется и поджигает огнесмесь[1].
- ФЗАБ — фугасно-зажигательная авиационная бомба. Представляют собой комбинацию ФАБ и ЗАБ в одном корпусе. При срабатывании бомбы сначала детонирует зажигательная, а потом фугасная часть[1].
- ЗБ — зажигательный бак. Представляют собой ЗАБ в тонкостенном корпусе без стабилизатора и без разрывного заряда ВВ. Разброс и дробление осуществляется посредством гидроудара, возникающего при ударе о преграду. Могут эффективно применяться только с малых высот[1].

ОДАБ — объёмно-детонирующая авиабомба. Обеспечивает бо́льшую эффективность по живой силе и легкоуязвимой технике (в том числе в открытых укрытиях), чем ФАБ. При встрече с препятствием срабатывает диспергирующий заряд, разрушается корпус, дробится и разбрасывается горючее. Горючее испаряется и, смешиваясь с воздухом, образует облако топливовоздушной смеси. Через время, необходимое для образования облака достаточного размера, вторичный детонирующий заряд ВВ подрывает топливовоздушную смесь.
| ЗАБ-100-105 |  | 273 | 1065 | 106,9                                     | 28,5                 | [ 2 ] |
| ЗАБ-250-200 |  | 325 | 1500 | 202                                       | 60                   | [ 2 ] |
| ЗБ-500ШМ    |  | 500 | 2500 | 317                                       | 260                  | [ 2 ] |
| ЗБ-500ГД    |  | 500 | 2500 | 270-340 (в зависимости от типа огнесмеси) | 218-290              | [ 2 ] |
| ФЗАБ-500М   |  | 400 | 2500 | 500                                       | 86+49 (ВВ+огнесмесь) | [ 2 ] |
| ОФЗАБ-500   |  | 450 | 2500 | 500                                       | 250                  | [ 2 ] |
| ОДАБ-500ПМ  |  | 500 | 2280 | 520                                       | 193                  | [ 2 ] |
| АВБПМ       |  | -   | -    |                                           | 7100 (44000 кг ТЭ)   | [ 6 ] |

### Кассетные
РБК — разовые бомбовые кассеты. Представляют собой тонкостенные авиабомбы, предназначены для применения авиабомб малого калибра (до 20 кг.). Название состоит из сокращённого наименования и типа снаряжения. Некоторые РБК имеют в комплекте съёмный обтекатель позволяющий эффективно устанавливать РБК на самолёты как с внешней подвеской так и с внутренним отсеком вооружения. РБК по способу разбрасывания боевых элементов делятся на два вида:
- обтюраторного типа — имеют в своей конструкции жёстко закреплённый обтюраторный диск, который после срабатывания дистанционного взрывателя и воспламенения им вышибного заряда под действием пороховых газов отделяется от стакана и перемещается внутри корпуса бомбы вместе с центральной трубой вокруг которой размещаются мелкие авиабомбы. Отделяется хвостовой конус, и боевые элементы выходят за пределы кассеты[1].
- с центральным воспламенительно-разрывным зарядом (ВРЗ) — в конструкции бомбы есть центральная перфорированная труба с ВРЗ и боковое ослабленное сечение, закрытое планкой. При срабатывании взрывателя инициируется ВРЗ. Образовавшиеся газы разрушают корпус бомбы по сечению и разбрасывают авиабомбы, при этом достигается больша́я площадь рассевания авиабомб[1].

КМГУ — контейнер малогабаритных грузов универсальный. Предназначен для транспортировки и сброса БКФ (блоков контейнерных фронтовых) с суббоеприпасами. Сам же КМГУ во время боевого применения находится на узле подвески вооружения летательного аппарата и не сбрасывается (хотя в аварийной ситуации может быть принудительно сброшен). Конструктивно КМГУ представляет собой обтекаемый корпус с управляемыми створками, отсеками для подвески БКФ и автоматикой позволяющий регулировать интервал сброса блоков.

#### Суббоеприпасы бомбовых кассет
В качестве суббоеприпасов (боевых элементов) кассетных бомб применяются бомбы сравнительно небольшого калибра. Из-за специфики их применения, кроме вышеописанных типов бомб имеются также специализированные бомбы, в настоящее время применяемые в основном только в бомбовых кассетах и КМГУ.
ОАБ (АО, ШОАБ) — осколочная авиационная бомба (авиационная осколочная, шариковая осколочная авиационная бомба). Авиабомбы основным действием которых является осколки корпуса. Калибр бомб колеблется от 0,5 до 50 кг. Они предназначены для поражения живой силы, не- и легкобронированной техники. Старые авиабомбы имеют цилиндрический корпус с жёстким стабилизатором обеспечивают нерегулярное дробление, современные бомбы имеют сферическую или полусферическую конструкцию, складывающийся стабилизатор, аэродинамические устройства (приливы или лопатки), насечки для организованного дробления корпуса или уже готовые поражающие элементы.
- Бомбы с готовыми осколками изготавливаются из двух полусфер, армированных стальными шариками. Внутри корпуса имеется разрывной заряд и контактный взрыватель.
- Бомбы с насечками кроме того имеют взрыватель с замедлением. При встрече с преградой такая бомба разделяется на две части и через время, необходимое для поднятия на несколько метров, подрывается[1].

ПТАБ — противотанковая авиационная бомба. Предназначены для поражения бронированных объектов. Поражающим действием является кумулятивная струя, образующаяся при помощи кумулятивной выемки внутри корпуса бомбы. Также при подрыве корпус бомбы образует осколки, которые могут поразить живую силу и небронированную технику. Для эффективного воздействия кумулятивной струи взрыв должен происходить на расстоянии, называемом фокусным. Старые образцы бомб имеют контактный головной или донный взрыватель. Современные бомбы имеют встроенное взрывательное устройство с датчиком цели.
 Корпус
 Заряд ВВ
 Взрыватель
 Стальные шарики
 Стабилизатор
 Прилив
 Корпус
 Заряд ВВ
 Взрыватель (вариант с головным взрывателем)
 Датчик цели (вариант со встроенным взрывательным устройством)
 Предохранительно-исполнительный механизм
| РБК-500У ОФАБ-50УД |  | осколочно-фугасная                  | 450 | 2500 | 520 | 10                                       | 50  | Универсальная |
| РБК-500 АО-2,5РТМ  |  | осколочная                          | 450 | 2500 | 504 | 108                                      | 2,5 | [ 2 ]         |
| РБК-500 ОАБ-2,5РТМ |  | осколочная                          | 450 | 2500 | 500 | 126                                      | 2,5 | [ 2 ]         |
| РБК-500 БетАБ      |  | бетонобойная                        | 450 | 2500 | 525 | 12                                       | -   | [ 2 ]         |
| РБК-500У БетАБ-М   |  | бетонобойная                        | 450 | 2495 | 480 | 10                                       | -   | Универсальная |
| РБК-500 ПТАБ-1М    |  | противотанковая, кумулятивная       | 450 | 1954 | 427 | 268 (бронепробиваемость не менее 200 мм) | -   | [ 2 ]         |
| РБК-500У ПТАБ      |  | противотанковая, кумулятивная       | 450 | 2500 | 520 | 352 (бронепробиваемость не менее 200 мм) | -   | Универсальная |
| РБК-500У СПБЭ-Д    |  | самоприцеливающийся противотанковая | 450 | 2485 | 500 | 15                                       | -   | Универсальная |
| РБК-250 ЗАБ-2,5М   |  | зажигательная                       | 325 | 1492 | 195 | 48                                       | 2,5 | [ 2 ]         |
| РБК-500 ЗАБ-2,5СМ  |  | зажигательная                       | 450 | 1954 | 480 | 297                                      | 2,5 | [ 2 ]         |
| РБК-100 ПЛАБ-10К   |  | противолодочная                     | 240 | 1585 | 125 | 6                                        | 10  | [ 2 ]         |

## Галерея

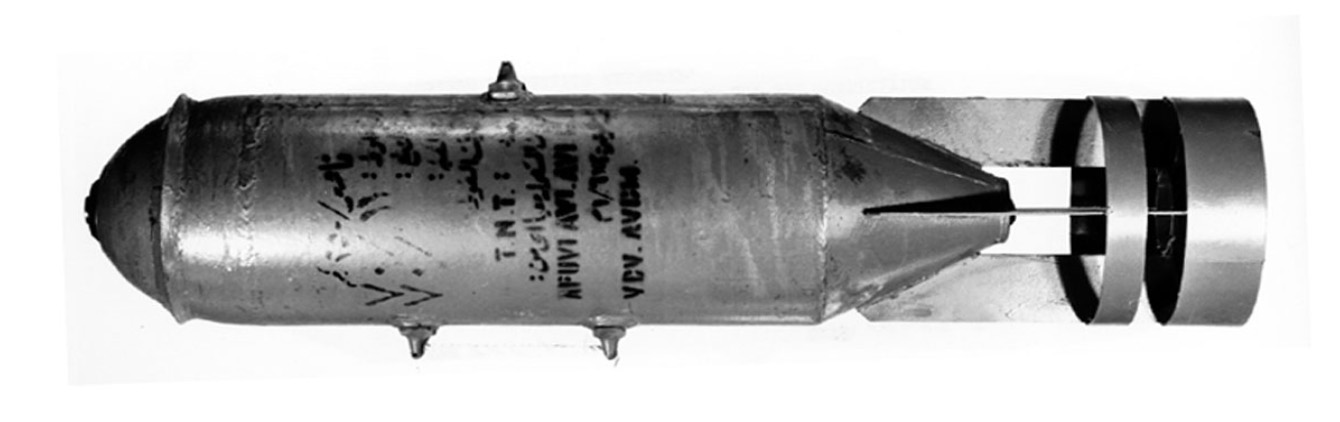
ФАБ-250-М46
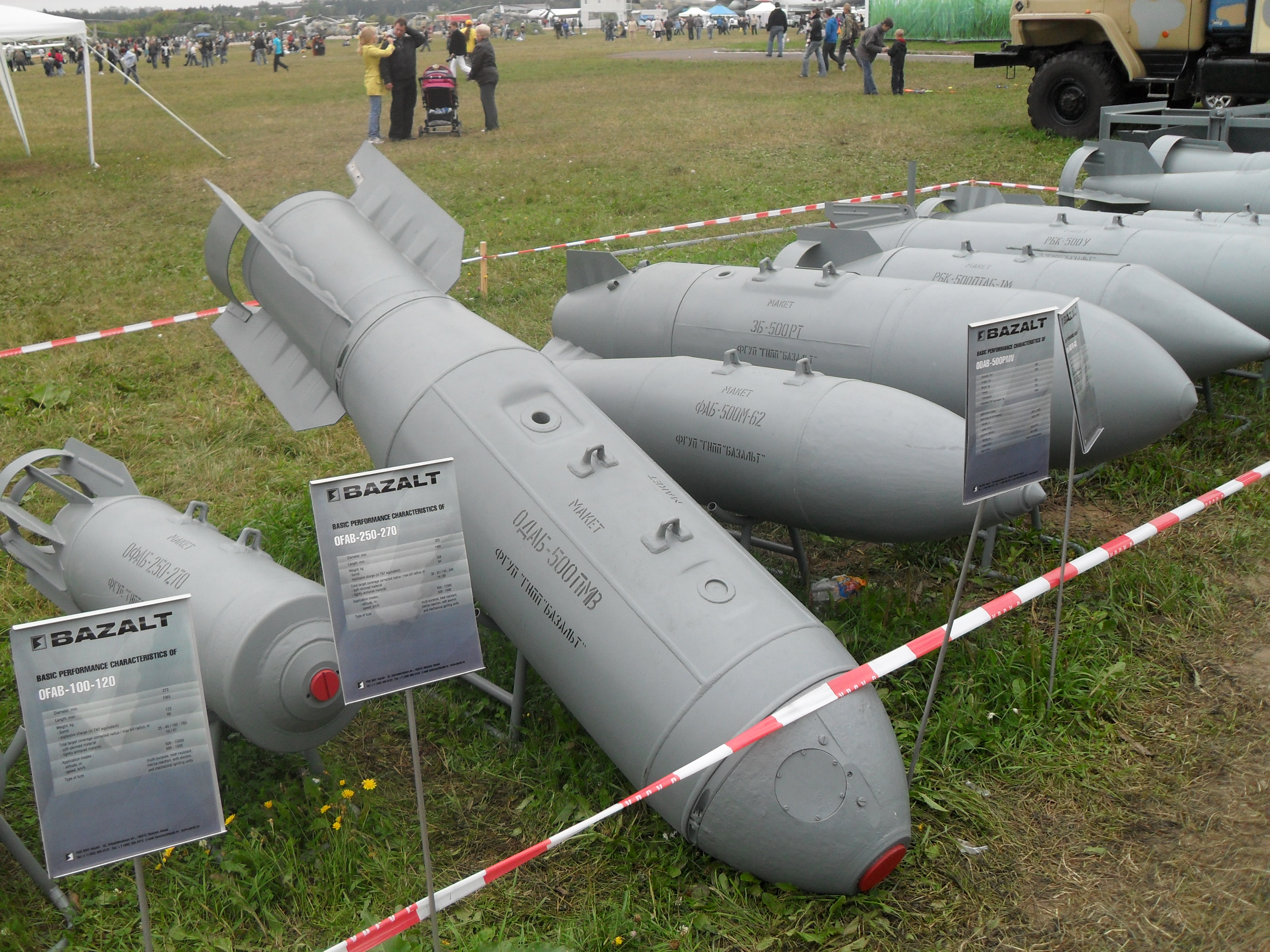
ФАБ-500
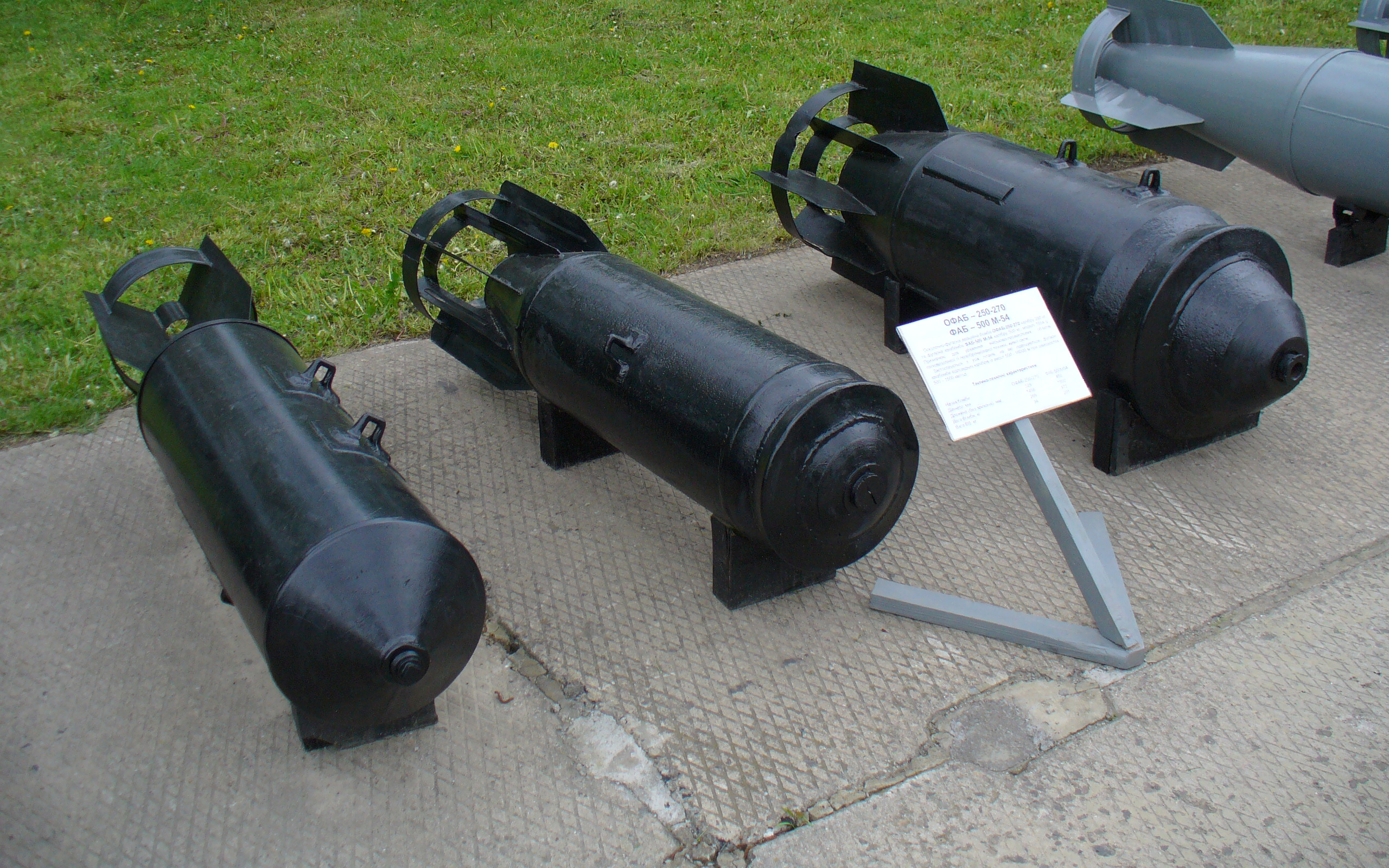
РБК-250 (разовая бомбовая кассета), ОФАБ-250-270, ФАБ-500 М54
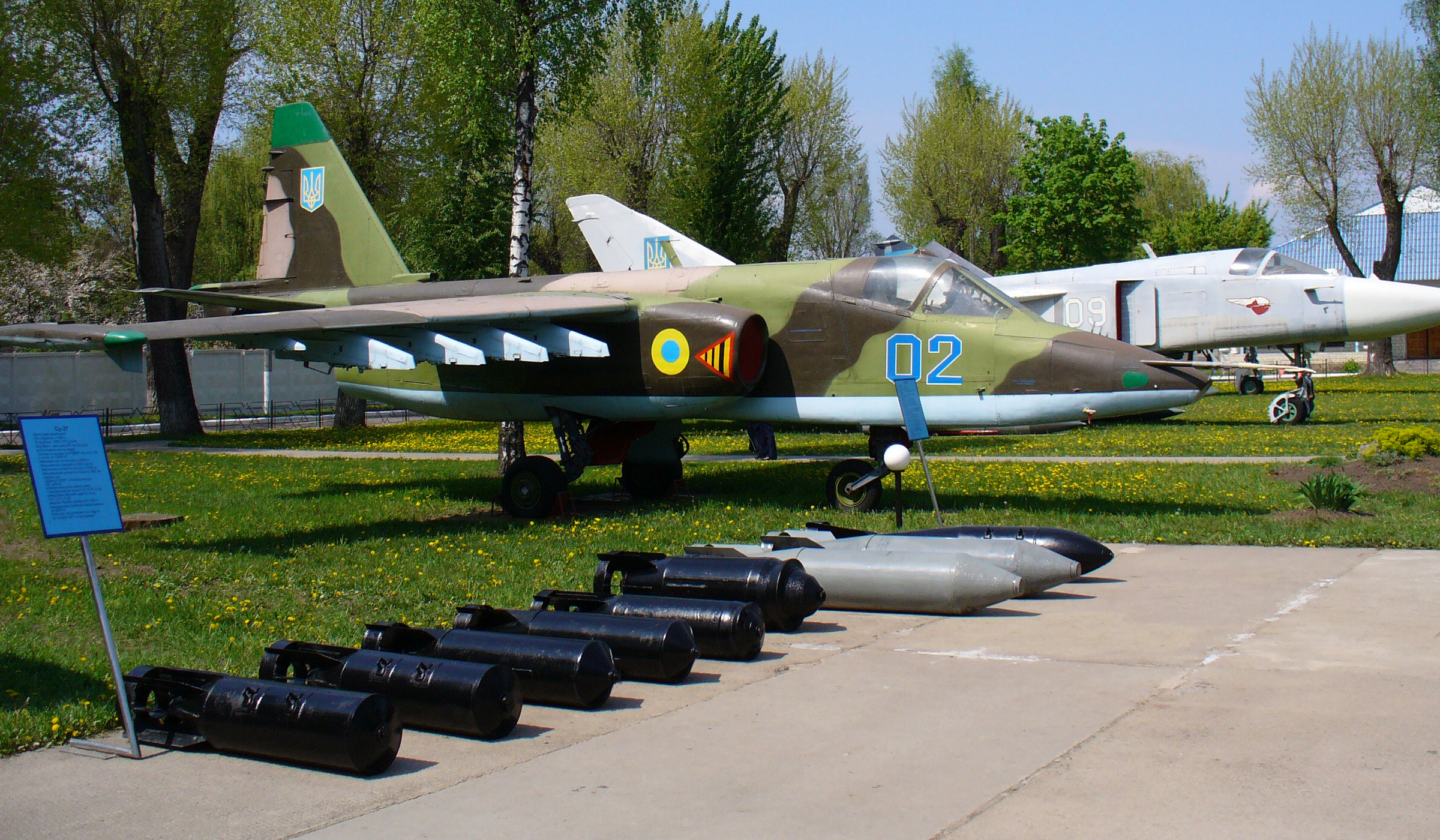
Су-25
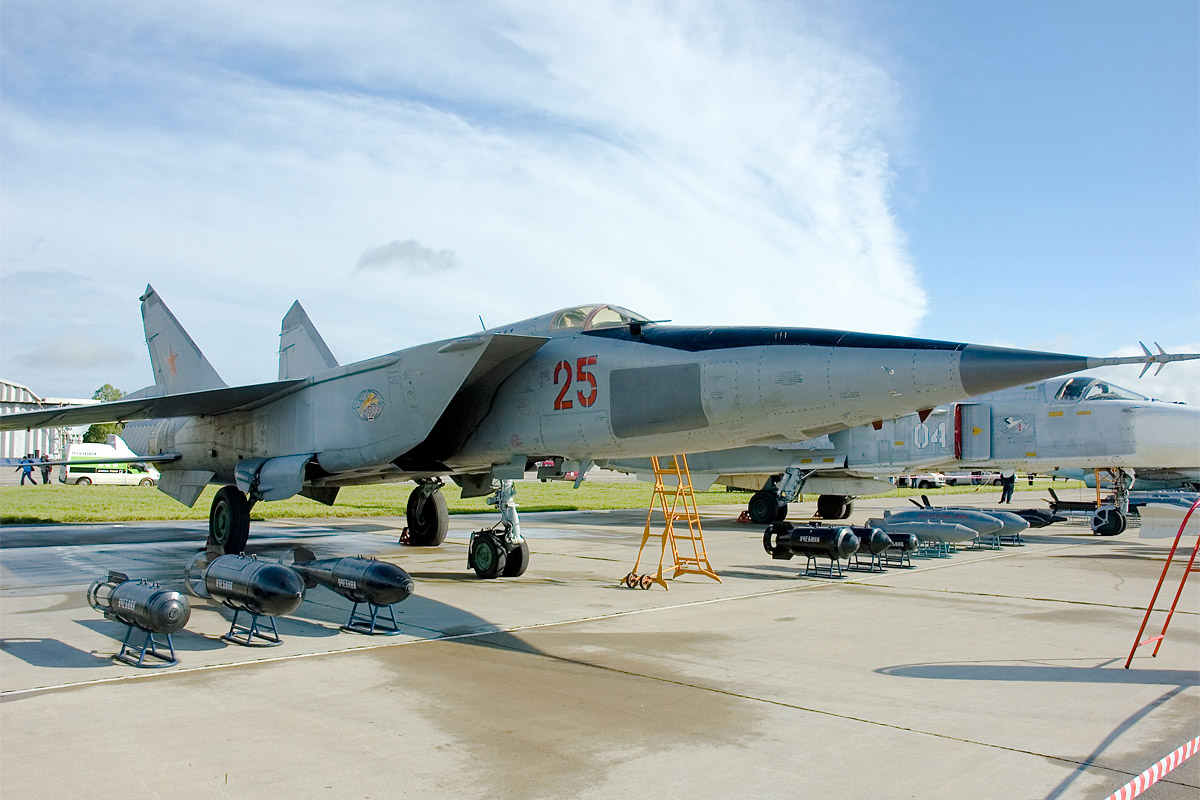
МиГ-25
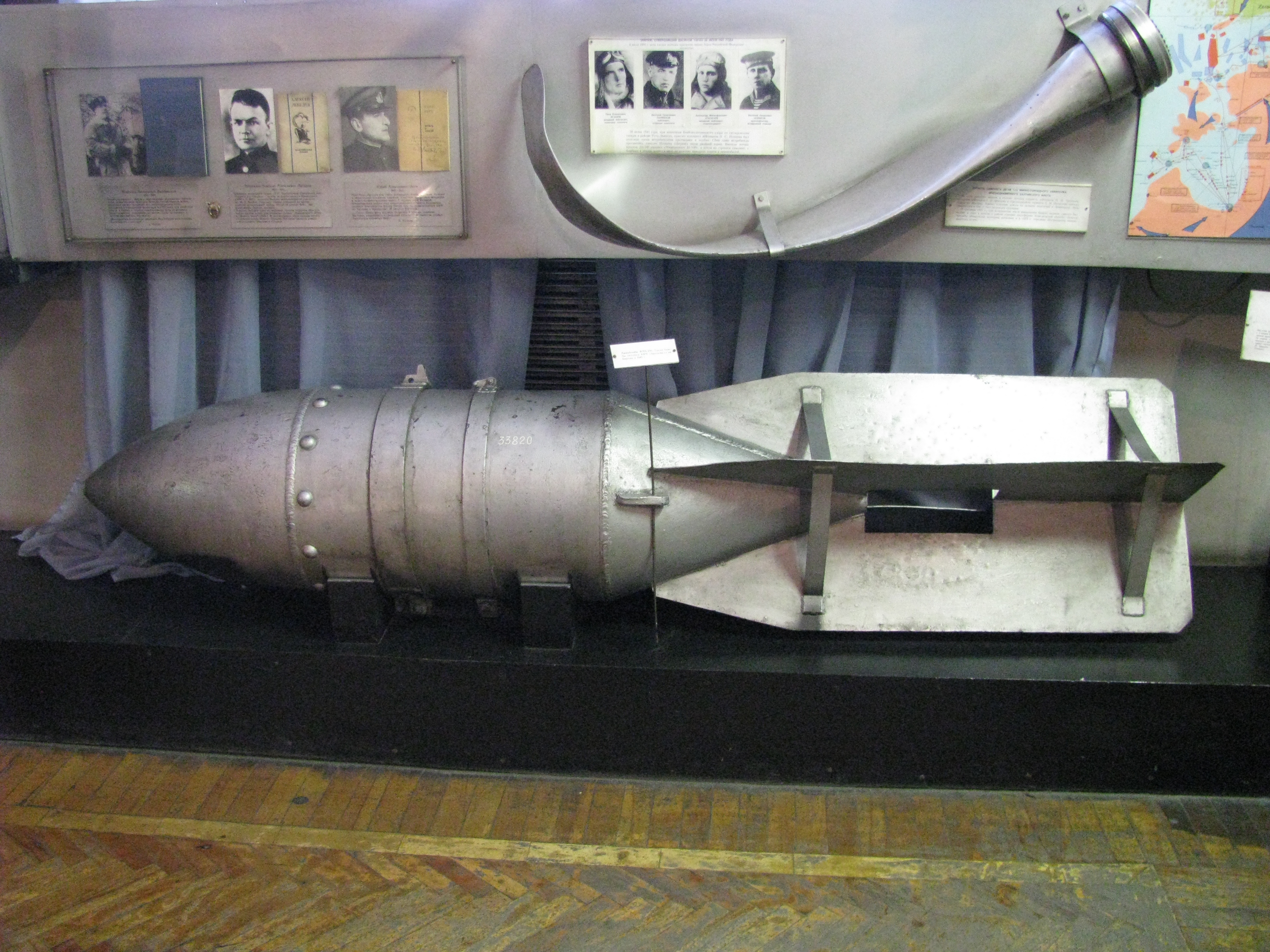
ФАБ-250
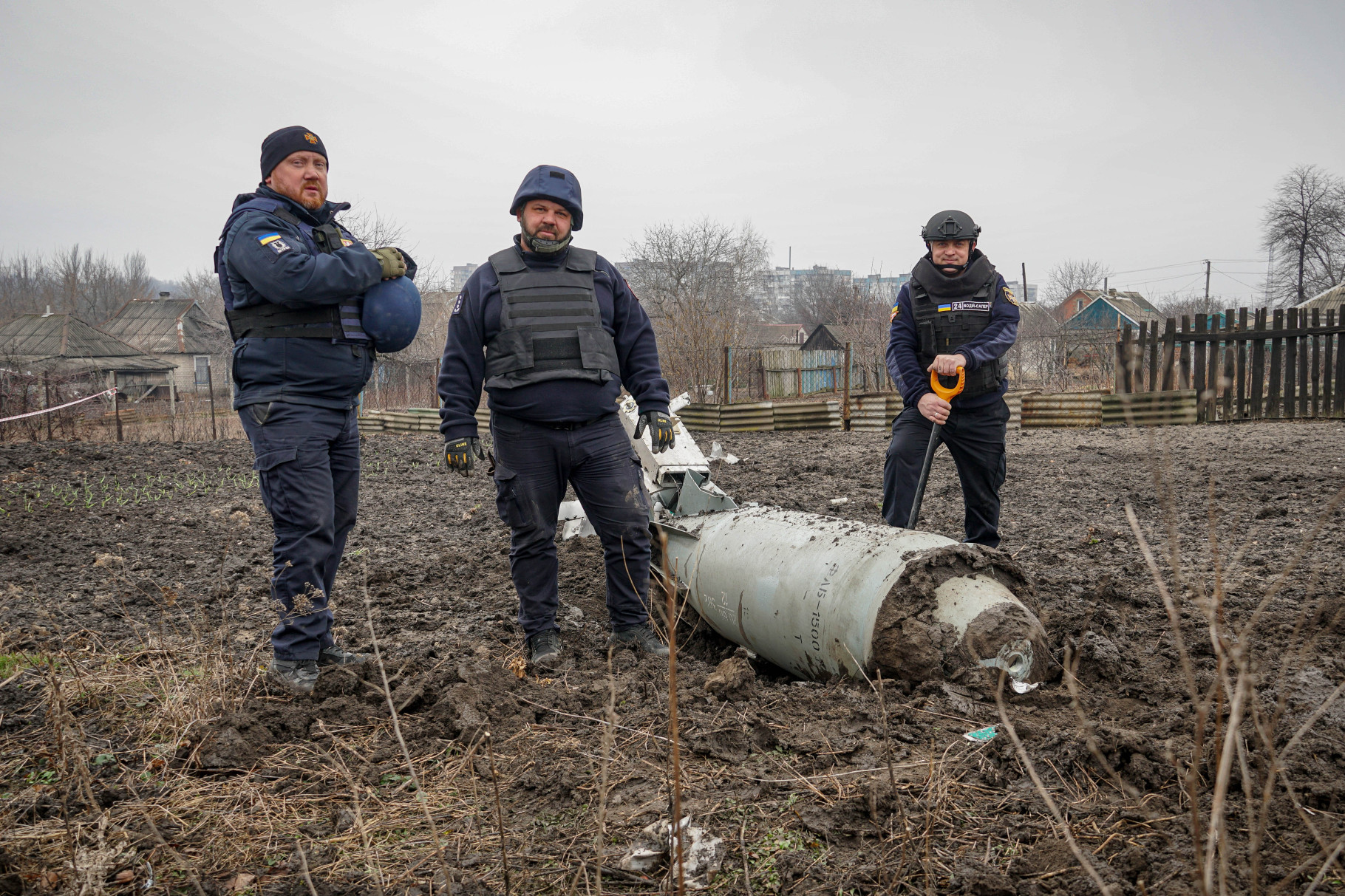
Вывоз бомбы ФАБ-1500 из Селидово
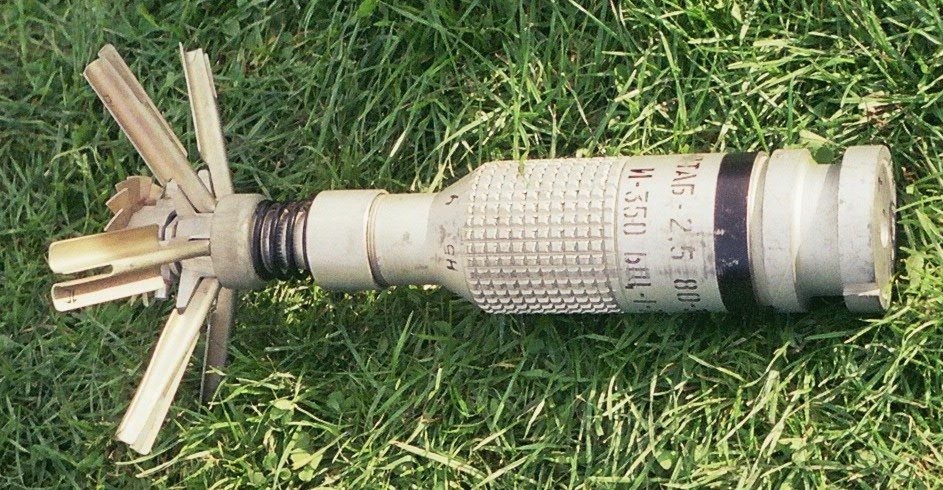
Кумулятивно-осколочный суббоеприпас ПТАБ-2,5КО[пол.]
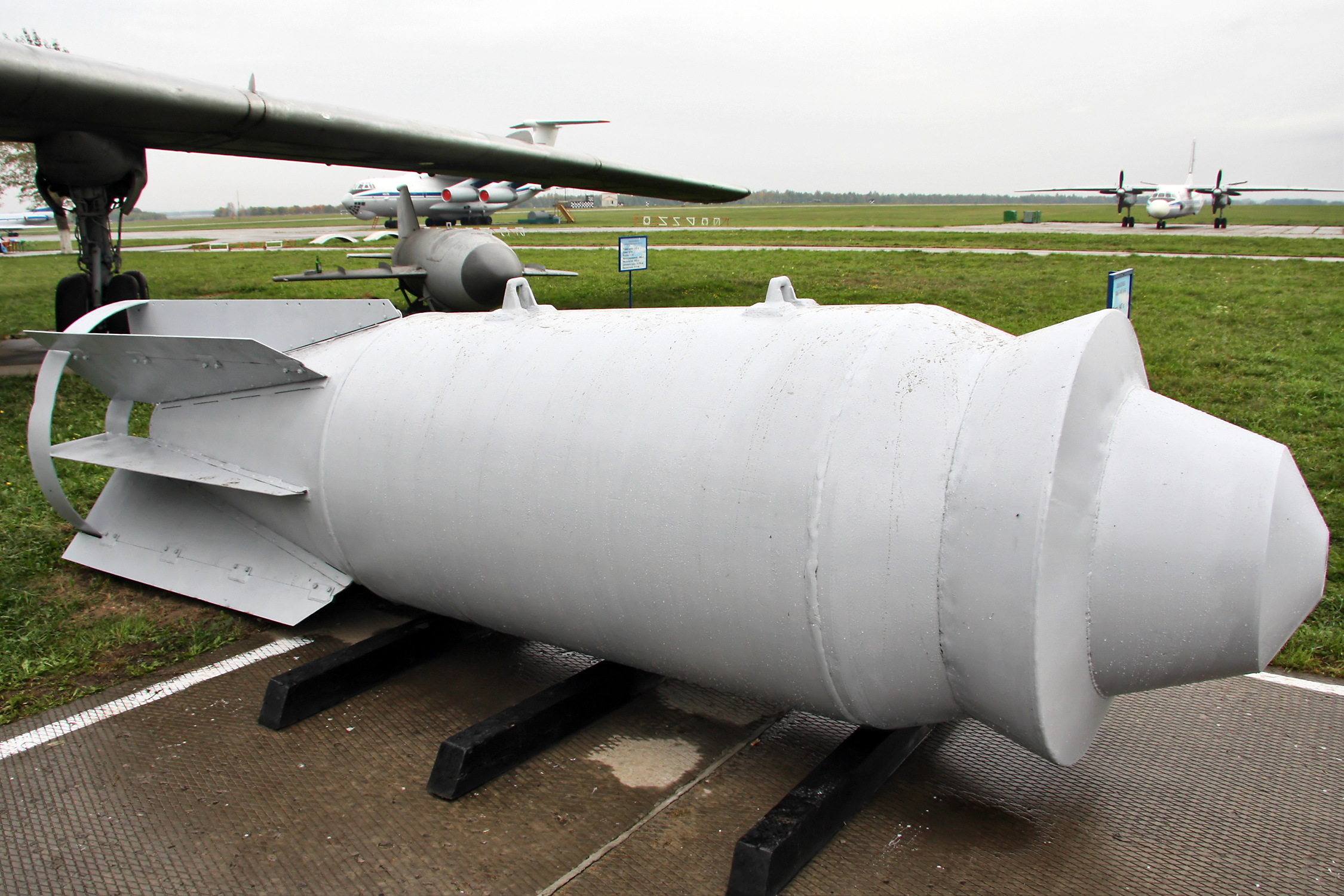
ФАБ-9000

## Боевое применение
Кёнигсберг, ФАБ-5000 (1943).
В 2015 году ВКС РФ применили в Сирии: РБК-500 с СПБЭ, Бетаб-500, КАБ-500, КАБ-500кр, Каб-500С, ФАБ-500Ш, ФАБ-500М54, ФАБ-500М62, ОФАБ 250-270Т, ОФАБ-500ШР, КАБ-1500Л, ОФЗАБ-500, ОДАБ-500ПМ, РБК-500 ЗАБ-2,5СМ.
ФАБ-500 использовался российской стороной в ходе вторжения на Украину в частности для бомбардировки завода Азовсталь в ходе его осады. Также отмечается использование ФАБ-500, ОФАБ-100 и ОФАБ-250 для ударов по Чернигову, Киеву, Сумам, Харькову и Мариуполю. При этом эксперты отмечают что российская сторона из-за своей неспособности уничтожить украинские мобильные зенитно-ракетные комплексы не смогла эффективно использовать потенциально тяжёлую и эффективную воздушную огневую мощь своих самолётов-бомбардировщиков и многоцелевых истребителей для бомбардировки украинских стратегических целей и передовых позиций, как это было в Сирии. Также зафиксировано использование Россией противотанковой кассетной авиабомбы РБК-500 ПТАБ-1М.
20 июня 2024 года было зафиксировано использование Россией авиабомбы ФАБ-3000 М-54, удар был нанесён в селе Липцы, рядом со зданием почты.